# Chactopsoides marahuacaensis
Espèce
Synonymes
- Chactopsis marahuacaensis Gonzalez-Sponga, 2004

Chactopsoides marahuacaensis est une espèce de scorpions de la famille des Chactidae.

## Distribution
Cette espèce est endémique de l'État d'Amazonas au Venezuela. Elle se rencontre vers Alto Orinoco à 250 m d'altitude au pied du Cerro Marahuaca.

## Systématique et taxinomie
Cette espèce a été décrite sous le protonyme Chactopsis marahuacaensis par González-Sponga en 2004. Elle est placée dans le genre Chactopsoides par Ochoa, Rojas-Runjaic, Pinto-da-Rocha et Prendini en 2013.

## Étymologie
Son nom d'espèce, composé de marahuaca et du suffixe latin -ensis, « qui vit dans, qui habite », lui a été donné en référence au lieu de sa découverte, le Cerro Marahuaca.

## Publication originale
- González-Sponga, 2004 : Arárchnidos de Venezuela. Descripcíon de tres nuevas especies de escorpiones de los géneros Tityus (Buthidae), Chactopsis y Broteochactas (Chactidae). Acta Biologica Venezuelica, vol. 24, no 1, p. 1-12.